# اروناتیکس
اروناتیکس (عبری: אירונאוטיקס בע"מ‎) شرکت صنایع جنگ‌افزاری و فناوری هوافضای اسرائیلی است، که در سال ۱۹۹۷ تأسیس شد.